# Népújság
A Népújság Maros megye és Marosvásárhely legnagyobb számban olvasott napilapja.
Tagja a Romániai Magyar Nyelvű Helyi és Regionális Lapkiadók Egyesületének.

## Szerkesztőség
- A Népújság főszerkesztője Karácsonyi Zsigmond, további szerkesztők: Nagy Miklós Kund, Bodolai Gyöngyi, Ferenczi Ilona, Karácsonyi Zsigmond, Mózes Edith.
- Cím: 540015 Marosvásárhely, Dózsa György u. 9 szám, II. emelet.

## Előzmények

### Jogelődök, jogutódok
- Népújság : független politikai néplap (1924–1925, Kolozsvár)
- Népújság : Brassói Lapok melléklapja (1932–1940)
- Népi Egység : az MNSZ napilapja (1948. március-1948. augusztus)
- Népújság (1948–1951)
- Előre (1951–1952)
- Vörös Zászló (1952. augusztus 5-től-1989)
- Népújság : marosvásárhelyi napilap (1989–)

### Népújság
1. Kolozsvárt kiadott független politikai néplap. Megjelent Finta Zoltán szerkesztésében. 1924 áprilisában indult, utolsó három számának szerkesztője 1925 decemberében Csabai András.
2. A Barassói Lapok melléklapja. 1932 februárjában indult napi megjelenéssel. Felelős szerkesztője és kiadója Kahána Bernát, aki jó érzékkel vezette vállalatát. 1933 után szerkesztői: Körösi-Krizsán Sándor, Pogány Marcell (1935–38), László Zoltán (1940. szeptember 11-ig), kiadóvállalati igazgató Kacsó Sándor (1940). A Brassói Lapok betiltása (1940. október 4.) és a Kahána-féle nyomda lefoglalása után a Népújságot bérnyomdában nyomták 1940. október 14-ig.
3. A Magyar Népi Szövetség (MNSZ) napilapja. Brassóban jelent meg 1948. március elejétől augusztus 10-ig. Eredetileg Népi Egység címmel indult 1944. október 22-én. Felelős szerkesztője Paál János. Sepsiszentgyörgyön is volt fiókszerkesztősége. 1948 augusztusában beolvadt a marosvásárhelyi Szabad Szó c. lapba, amely ezentúl a Népújság címet viseli.
4. Az MNSZ Marosvásárhelyen nyomtatott székelyföldi napilapja; a Szabad Szó és a sepsiszentgyörgyi Népújság egyesítéséből jött létre. 1948. augusztus 12-étől 1951. április 5-ig jelent meg. Főszerkesztő Kovács György író, felelős szerkesztő Gábosi Tamás. Fiókszerkesztőségei, tudósítói voltak Sepsiszentgyörgyön, Csíkszeredában és az 1950 szeptemberében Sztálinvárosnak elnevezett Brassóban. Laptulajdonosként a bukaresti Petőfi Lap- és Könyvkiadó Rt. szerepel. Megszűnése után a város és a tartomány következő sajtóterméke, az Előre már a Román Munkáspárt (RMP) lapjaként jelent meg, 1952. augusztus 5-étől Vörös Zászló néven.
5. Marosvásárhelyi napilap. Első száma a diktatúra bukása után, 1989. december 23-án jelent meg, elődje, a Vörös Zászló évfolyamszámozását követve. A szerkesztőség tagjaiból alakult kiadói társaság lapja. Kiadóigazgató Petelei István, főszerkesztő 1990. március 22-től Makkai János, helyettesei Petelei István (1990–93) és Nagy Miklós Kund (1991–), aki a lap Múzsa c. irodalmi-művészeti mellékletét állította össze. Ez a melléklet önálló számozással (1991-97 között) minden pénteken megjelent. Önálló számozású rovatok jelentek meg még a lapban Őszikék címmel (1990–95) a nyugdíjasok számára, Csak egy földünk van! címmel (1995–96), természetvédelmi magazin jelleggel, Sport+4 címmel (Farczádi Attila szerkesztésében). 1994-97 között volt RMDSZ Hírmondó melléklete (Zonda Attila szerkesztésében), s 1996-ban színházi magazinja is (Thália).
A lapot megjelentető Impress Kiadó gondozásában látott napvilágot a szűkebb regionális jellegű Bekecsalja c. havilap (1995-97, szerkesztette Ferenczi Ilona), az Ernyei Híradó (1993) és a dicsőszentmártoni Kis-Küküllő, amelynek főszerkesztője Kakassy Sándor, felelős szerkesztője Szlovácsek Ida (1992–96).
1993-tól megjelentek a Népújság Évkönyvei, s a Népújság könyvek sorozatában Bölöni Domokos Harangoznak Rossz Pistának (1992) c. novelláskötete, valamint Erőss Attila (Versek a fiókból. Marosvásárhely, 1993) és Tóth István (Közös nevező. Marosvásárhely, 1994) c. verskötetei.

## AJövendő
A marosvásárhelyi Vörös Zászló megyei napilap Jövendő című ifjúsági oldala 1979 januárjától jelent meg havi rendszerességgel "fiataloktól – fiataloknak – fiatalosan" alcímmel, Makkai János szerkesztésében. Az üzemi, falusi és diákfiatalság köréből toborzott külső munkatársak bevonásával sokoldalúan, változatos publicisztikai és szépirodalmi műfajú írásokban foglalkozik a KISZ-szervezetek, diákszövetségek tevékenységével, az ifjúság közösségi és magánéletével, munkájával (érdekvédelem, pályaválasztás, beilleszkedés, tudatformálás); összeállításokat közöl a Maros megyei irodalmi körök tagjainak írásaiból; helyet kapnak hasábjain ifjú tollforgatók próbálkozásai, fiatal képzőművészek munkái.

## A Népújság publicistái
- Szekeres Adél